# Björn Goldschmidt
Björn Goldschmidt (n. 3 decembrie 1979, Karlsruhe, RFG) este un canoist ce a reprezentat Germania, medaliat olimpic. A participat la 2 ediții ale Jocurilor Olimpice (2004, 2008) în care a câștigat o medalie de bronz.